# Luis Eyzaguirre
Luis Eyzaguirre (22 de junho de 1939) é um ex-futebolista chileno. Ele competiu na Copa do Mundo FIFA de 1962, sediada no Chile.